# Conophorus talyshensis
Conophorus talyshensis är en tvåvingeart som beskrevs av Zaitzev 1960. Conophorus talyshensis ingår i släktet Conophorus och familjen svävflugor. Inga underarter finns listade i Catalogue of Life.